# John Skrataas
John Skrataas (Egge, 4 de maio de 1890 — Trondheim, 12 de fevereiro de 1961) foi um ginasta norueguês que competiu em provas de ginástica artística. 
Skrataas é o detentor de uma medalha olímpica, conquistada na edição britânica, os Jogos de Londres, em 1908. Na ocasião, competiu como ginasta na prova coletiva. Ao lado de outros 29 companheiros, conquistou a medalha de prata, após superar a nação da Finlândia e encerrar atrás da seleção sueca.